# Rivière des Étangs
La rivière des Étangs est un affluent de la rivière du Moulin, descendant dans la municipalité de Saint-Casimir et de Deschambault-Grondines, dans la municipalité régionale de comté (MRC) Portneuf, dans la région administrative de la Capitale-Nationale, dans la province de Québec, au Canada.
La vallée de la rivière des Étangs est surtout desservie par la route Nicolas, le chemin du 3e rang ouest et la route 363 (route Guilbault) qui est perpendiculaire à la rive nord-ouest du fleuve.
L'agriculture constitue la principale activité économique du secteur ; la foresterie, en second.
La surface de la rivière du Moulin (sauf les zones de rapides) est généralement gelée de début décembre à fin mars ; toutefois, la circulation sécuritaire sur la glace se fait généralement de fin décembre à début mars. Le niveau de l'eau de la rivière varie selon les saisons et les précipitations ; la crue printanière survient en mars ou avril.

## Géographie
La rivière des Étangs prend sa source en zone agricole dans Deschambault-Grondines à la confluence du Ruisseau du Grand Nord, près de la limite de Saint-Casimir, entre le cours de la rivière Sainte-Anne et le chemin de fer du Canadien Pacifique. Cette source est située à 8,8 km au nord-ouest de la rive nord-ouest du fleuve Saint-Laurent ; à 4,9 km au sud du centre du village de Saint-Marc-des-Carrières ; et à 14,2 km au nord de l'embouchure de la rivière Sainte-Anne.
À partir de sa source, la rivière des Étangs coule ensuite sur une distance de 8,2 km, avec une dénivellation de 30 m. Son cours descend d'abord vers le sud-ouest en zone agricole et forestière, en entrant dans Saint-Casimir, puis vers le sud-est en revenant dans Deschambault-Grondines, en courbant vers l'est, en traversant le chemin de fer du Canadien Pacifique, jusqu'à son embouchure.
La confluence de la rivière des Étangs se déverse dans un coude de rivière de la rivière du Moulin. Cette confluence est située à 1,0 km au sud-est du chemin de fer du Canadien Pacifique ; à 4,3 km à l'ouest du centre du village de Grondines ; à 10,9 km au nord-est de la confluence de la rivière Sainte-Anne avec le fleuve Saint-Laurent ; à 12,7 km au sud-ouest du centre du village de Deschambault-Grondines.

## Toponymie
La "rivière des Étangs" se réfère à des étangs qui existaient jadis avant le creusage des faussées et des ruisseaux en territoires agricoles dans la partie supérieure de son cours.
Le toponyme "rivière des Étangs" a été officialisé le 17 août 1978 à la Banque des noms de lieux de la Commission de toponymie du Québec.